# 송단비
송단비(1993년 12월 15일 ~ )는 대한민국의 가수 겸 레이싱 모델이다.

## 경력
- 2014년 : 서울오토살롱 레이싱 모델
- 2014년 : 아시안 르망 시리즈 레이싱 모델
- 2015년 : 스포엑스 레이싱 모델
- 2015년 : 서울모터쇼 레이싱 모델
- 2015년 : 현대 기아 R&D 모터쇼 레이싱 모델
- 2015년 : 지스타 레이싱 모델
- 2016년 : 오토모티브위크 레이싱 모델

## 앨범
- 2016년 : 엄머
- 2019년 : 불나시

## 수상
- 2014년 : 제3회 한국 레이싱모델 어워즈 베스트 탤런트상